# Raymond Vaxelaire
 (janvier 2017).
Pour les articles homonymes, voir Vaxelaire.
Raymond, 1er baron Vaxelaire, né le 19 février 1871 à Bruxelles et mort le 11 mars 1947 à Saint-Josse-ten-Noode, est un homme d'affaires belge. Il est le fils de François Vaxelaire.

## Biographie
Héritier des Grands magasins Au bon marché, fondés par son père, il devient fondateur et président de la SA Les Grands Magasins Au bon marché en 1930, président de la Société congolaise des grands magasins Au bon marché (COBOMA) de 1928 à 1935, président de la NV Prisunic-Uniprix-Priba, administrateur de la Caisse générale d'épargne et de retraite (CGER) à partir de 1929, directeur de la Banque de Bruxelles en 1937 et président de la Chambre syndicale des grands magasins de Belgique.

Raymond Vaxelaire, en une du Pourquoi Pas? du 4 février 1927.

Raymond Vaxelaire a également été président du Club des 33, de la Société royale des courses d'Ostende et de la section de Saint-Josse-ten-Noode de la Croix-Rouge de Belgique, vice-président du Royal Automobile Club de Belgique, commissaire général de la participation belge à l'Exposition spécialisée de 1937 à Paris, administrateur du Comité de patronage des Musées royaux, membre du Conseil supérieur de la chasse.
Son fils François, 2e baron Vaxelaire, fut président du Groupe GIB et vice-président de l'Exposition universelle de 1958 à Bruxelles. Il s'est marié avec Alice de Ro. Sa fille, Raymonde Vaxelaire, épousera le comte Yves du Monceau de Bergendal, et sa petite-fille, Anita Vaxelaire, le baron John Goossens.

## Décorations
- Grand officier de l'ordre de Léopold.
- Commandeur de l'ordre de la Couronne.
- Grand officier de la Légion d'honneur.
- Ordre de l'Empire britannique à titre civil : commandeur.
- Grand officier de l'ordre de la Couronne de chêne (Luxembourg).
- Croix d'honneur de la Croix-Rouge de Belgique.
- Grand officier de l'ordre de la Couronne d'Italie.
- Commandeur de l'Ordre Polonia Restituta (Pologne).
- Grand officier de l'ordre de Dannebrog (Danemark).

## Sources
- Nouvelle biographie nationale, volume 5, Académie royale de Belgique, 1999
- "Raymond Vaxelaire (1871-1947)", sur odis.be
- Morphologie des groupes financiers, 1966
- Fernand Baudhuin, Histoire économique de la Belgique, 1945-1956, volume 3, É. Bruylant, 1958
- José Anne de Molina, État présent de la noblesse du royaume de Belgique, Volume 19", 1979